# Resistencialismo
El resistancialismo es un neologismo creado en 1987 por el historiador francés Henry Rousso para designar el mito, desarrollado especialmente por organizaciones políticas de cariz gaullista y comunista, basado en la idea de que la Resistencia, aunque numéricamente minoritaria, representaba los verdaderos valores de Francia contra el régimen de Vichy, los racistas y los colaboracionistas El historiador evoca con este término un proceso organizado según tres elementos : la marginación del régimen de Vichy así como una devaluación del alcance de su influencia en la sociedad; la construcción de un objeto de memoria (la Resistencia) exagerando el papel de las minorías que formaron la resistencia (objeto celebrado especialmente dentro de grupos ideológicos, gaullistas y comunistas); y la generalización de la Resistencia a toda la nación (resistencia gaulliana).
Resistencialismo no debe confundirse con resistencia, un término controvertido en uso desde la Liberación, a principios de los años 1950.

## Resistencia y resistencialismo
La palabra “ résistantialisme », con t, apareció por primera vez en 1945, rubricada por los escritores Pierre Hervé y Robert Kemp. En 1948, apareció en el título de un folleto del abad Jean-Marie Desgranges, excombatiente de la resistencia, que denunciaba « la explotación de una epopeya sublime por parte de la banda tripartita liderada por los comunistas », y una novela de Georges Bonnamy, también excombatiente de la resistencia. El concepto corresponde a una crítica de los crímenes y abusos cometidos en nombre de la Resistencia al final de la Segunda Guerra Mundial, y no de la Resistencia misma.
A partir de 1951, la palabra "résistentialisme" -con t- se utiliza en los círculos provenientes del vichyismo para denunciar la explotación de lo que era la Resistencia por los partidos políticos, pero también a veces para denigrar a la propia Resistencia, aunque también fue utilizada por autores favorables a la Resistencia, como Simone de Beauvoir, Jean Texcier o Henri Michel.

## Acabada la guerra
La noción del “ mythe résistancialiste» -con c- se utilizó en 1947 para contrarrestar el activismo conmemorativo comunista tras la liberación de 1944 (el mito de los “ 75 000 fusillés» para obtener todos los laureles, cuando en realidad su número fue menor) y resaltar así una memoria patriótica más derechista en un contexto de Guerra Fría.
Según Pierre Laborie, « La referencia de Rousso al resistencialismo se relaciona con las reconstrucciones de la memoria que habrían establecido una visión tranquilizadora de los años oscuros : reducción de la influencia de Vichy en la sociedad y visión complaciente de la resistencia asimilada a la nación cuando era sólo un fenómeno minoritario », debido a los peligros muy significativos que enfrentaban los combatientes de la resistencia, incluso cuando tenían las armas básicas y el entrenamiento necesario para las acciones específicas que decidieron implementar.
El mito de la resistencia tiene su origen en el discurso de Charles de Gaulle en el Ayuntamiento de París el 25 de agosto de 1944:

Paris ! Paris outragé ! Paris brisé ! Paris martyrisé ! Mais Paris libéré ! Libéré par lui-même, libéré par son peuple avec le concours des armées de la France, avec l'appui et le concours de la France tout entière, de la France qui se bat, de la seule France, de la vraie France, de la France éternelle.

### La situación
Al final de la guerra, Francia, que fue derrotada en apenas un mes y medio por los ejércitos nazis, se convierte en una de las naciones victoriosas. La creación del Gobierno provisional de la República Francesa (GPRF) por De Gaulle, que aglutinó las tendencias políticas que participaron en la Resistencia (principalmente gaullistas y comunistas), así como la vergüenza que provocó en la sociedad francesa la promiscuidad con el ocupante nazi (que generó una violenta ola de depuración legal tras la Liberación]] con alrededor de nueve mil muertes) contribuyen a establecer progresivamente el mito de la resistencia. Se trataba de separar la imagen de Francia del régimen de Vichy, un régimen sin valor jurídico alguno liderado por unos pocos traidores a la patria.

### Una memoria selectiva...
La idea del mito resistencialista se desarrolló en Francia y alcanzó su apogeo durante el regreso de De Gaulle al poder (en la mentalidad colectiva, el regreso de De Gaulle fue la restauración de la Francia resistente). Varias acciones avanzan en esta dirección. El 18 de junio de 1946, De Gaulle inauguró el Memorial de la Francia Combatiente. El 19 de diciembre de 1964 las cenizas de Jean Moulin, célebre luchador de la resistencia, fueron trasladadas al Panteón. En el cine, René Clément realizó, en 1946, una película que tuvo mucho éxito: La batalla del ferrocarril y que narra la resistencia de los trabajadores ferroviarios franceses durante la Segunda Guerra Mundial y sus esfuerzos (sabotajes) para interrumpir el tráfico ferroviario durante la ocupación nazi.
La censura del poder gaullista es fuerte para contrarrestar discursos y trabajos demasiado polémicos sobre la Colaboración (ejemplo : la película Los honores de la guerra (Jean Dewever, 1962) se acorta para relegar a un segundo plano el lugar de la Milicia de Vichy). Desde finales de los años 1940 hasta los años 1960, la resistencia ocupó un lugar tan central en la aprehensión de la Ocupación que las delicadas cuestiones de la Shoah, los prisioneros de guerra y la OST fueron marginadas en la memoria colectiva (habría que esperar al activismo del matrimonio Klarsfeld a partir de los años 1970 para airear los tabús que rodeaban a la Shoah ).

### Que evoluciona y reconoce la colaboración…
Si algunas voces buscaron hacerse escuchar en la deconstrucción del mito resistencialista en la posguerra, por ejemplo con los testimonios de los judíos perseguidos, o a través de la película Nuit et Brouillard, fue a principios de los años 1970, después. la muerte de De Gaulle, que el mito resistencialista comenzó a derrumbarse, incluso durante la presidencia de Georges Pompidou (que quería poner un velo a esta época en la que « les Français ne s'aimaient pas ») está marcada por la preeminencia del tabú. La publicación de La France de Vichy de Robert Paxton en 1973 causó conmoción en la opinión pública y la difusión, en 1971, de la película Le Chagrin et la Pitié, de Marcel Ophüls, contribuyó a relanzar el debate.

### Y pone la resistencia en su lugar
Si las primeras películas sobre la Resistencia, tras la Segunda Guerra Mundial, habían apoyado su carácter heroico y sus actos de valentía, la película El ejército de las sombras (Jean-Pierre Melville, 1969) muestra la Resistencia bajo una luz mucho más oscura: la Resistencia es una organización clandestina y turbia. La Segunda Guerra Mundial fue una guerra sucia, tanto del lado alemán, que disfrutaba torturando brutalmente a los combatientes de la resistencia capturados antes de ejecutarlos, como del lado de la Resistencia misma, que no dudaba en cometer actos sin escrúpulos como el asesinato a sangre fría de una mujer para impedirle hablar con las autoridades alemanas (« Tú en este auto asesino... Ya no hay nada sagrado en este mundo. » dice el personaje de Lino Ventura). El ejército de las sombras se considera hoy una obra maestra histórica, pero la película recibió una recepción fría tras su estreno.
Otras películas de los años 70 socavaron el aura de la Resistencia, como la película Lacombe Lucien (Louis Malle, 1974), que provocó un escándalo en su estreno: en una sociedad francesa donde la colaboración está muy extendida, incluso en las últimas horas de la ocupación, la película muestra la Resistencia como una organización sin mucho dinamismo. Los combatientes de la resistencia son personajes aislados, antipáticos, sin mucha conciencia política y que fracasan, como Lacombe Lucien, un niño que acaba dándole la espalda y uniéndose a la Gestapo por rencor personal (la Resistencia lo rechazó en sus filas, considerado demasiado joven).
Si bien la controversia sobre la tortura durante la Guerra de Argelia se yuxtapone con la deconstrucción del mito resistencialista, las películas sobre la resistencia a partir de la década de 1970 están particularmente interesadas en la práctica de la tortura por parte de la Gestapo para mostrar la valentía de los combatientes de la resistencia. : si los combatientes de la resistencia, demasiado pocos para representar una amenaza real para los ocupantes alemanes, sólo pudieron llevar a cabo actos limitados y generalmente poco espectaculares durante la ocupación, pudieron demostrar el alcance de su valentía después de ser capturados. Luego guardan silencio y se entregan a su causa hasta el final, como Jean Moulin o Pierre Brossolette, a pesar de los castigos físicos que puedan sufrir. Del héroe de la resistencia, el luchador de la resistencia en las obras culturales pasa gradualmente a la figura del mártir de la resistencia.

### Una memoria aquilatada (desde 1990)
Los procesos de los últimos dignatarios y colaboradores nazis (como Klaus Barbie o Paul Touvier ), así como la ley conmemorativa de Gayssot (que penaliza el negacionismo), muestran la voluntad de la sociedad francesa de trazar una línea definitiva sobre las susceptibilidades que rodeaban a esa cosa mediocre que fue la colaboración. Así, la Colaboración francesa es ahora reconocida y podemos estimar que la multiplicación de las obras, en particular de las películas sobre este tema (La Rafle, etc.), es una especie de reconocimiento por parte del público. En 1995, en su discurso de conmemoración del 53  aniversario del Vélodrome d'Hiver Roundup, el presidente de la República Jacques Chirac reconoció la responsabilidad del Estado francés en la deportación de judíos de Francia y, cuando habló de « Estos franceses, estos Justos entre las naciones ", reconoce tácitamente que la resistencia no era la norma bajo la ocupación.